# Esporte Clube Corinthians de Votorantim
O Esporte Clube Corinthians de Votorantim foi uma agremiação esportiva da cidade de Votorantim, no interior do estado de São Paulo, fundada em 1944.
Foi fundado por um grupo de esportistas da cidade de Votorantim, sendo mais um dos vários clubes de futebol inspirados no Corinthians, e também no Sport Club Savóia, clube também da cidade de Votorantim considerada por alguns historiadores como a primeira equipe de futebol brasileira.
A equipe disputou a terceira divisão do Campeonato Paulista em 1962, 1963 e 1964 até ser extinta devido a algumas dificuldades em 1964.

## Títulos
Municipais
- Campeonato Amador de Sorocaba: 1960 e 1961
- Torneio III Centenário de Sorocaba (Segunda Divisão): 1954
- Torneio Inicio: 1955, 1957